# 87.ª Divisão de Infantaria (Alemanha)
A 87ª Divisão de Infantaria (em alemão:87. Infanterie-Division) foi uma unidade militar que serviu no Exército alemão durante a Segunda Guerra Mundial.

## Comandantes
| Comandante                                      | Data                                            |
| ----------------------------------------------- | ----------------------------------------------- |
| Generalleutnant Bogislav von Studnitz           | ? de agosto de 1939 - 17 de fevereiro de 1942   |
| General der Artillerie Walther Lucht            | 17 de fevereiro de 1942 - 1 de março de 1942    |
| Generalleutnant Bogislav von Studnitz           | 1 de março de 1942 - 22 de agosto de 1942       |
| Generalleutnant Werner Richter                  | 22 de agosto de 1942 - 1 de fevereiro de 1943   |
| General der Artillerie Walter Hartmann          | 1 de fevereiro de 1943 - 22 de novembro de 1943 |
| Generalleutnant Mauritz Freiherr von Strachwitz | 22 de novembro de 1943 - ? de agosto de 1944    |
| Generalleutnant Gerhard Feyerabend              | ? de agosto de 1944 - ? de setembro de 1944     |
| Generalmajor Helmuth Walter                     | ? de setembro de 1944 - 16 de janeiro de 1945   |
| Generalleutnant Mauritz Freiherr von Strachwitz | 16 de janeiro de 1945 - 8 de maio de 1945       |

## Área de operações
| Alemanha                       | setembro de 1939 - maio de 1940 |
| França                         | maio de 1940 - junho de 1941    |
| Frente Oriental, setor central | junho de 1941 - maio de 1944    |
| Frente Ocidental, setor norte  | maio de 1944 - outubro de 1944  |
| Bolsão de Kurland              | outubro de 1944 - maio de 1945  |